# La Grulla (Teksas)
La Grulla je grad u američkoj saveznoj državi Teksas. Prema popisu stanovništva iz 2010. u njemu je živjelo 1.622 stanovnika.